# Condado de Hartley
O condado de Hartley é um dos 254 condados do estado norte-americano do Texas. A sede do condado é Channing, e sua maior cidade é Channing.
O condado possui uma área de 3 790 km² (dos quais 2 km² estão cobertos por água), uma população de 5 537 habitantes, e uma densidade populacional de 1,5 hab/km² (segundo o censo nacional de 2000).
O condado foi criado em 1876.